# Gertrudis de Dabo
Gertrudis de Dabo, o Dagsburgo (fallecida el 30 de marzo de 1225), fue una aristócrata y compositora trovera francesa, hija y heredera de Alberto II de Dabo-Moha, conde de Metz y Dabo (Dagsburgo). 

## Biografía
Gertrudis recibió su nombre de su madre, Gertrudis de Baden, la hija del margrave Herman III de Baden. La fecha de nacimiento de mayo de 1205 (o en fecha más tardía como mediados de 1206) a menudo se le asigna y se considera dudosa, pues su madre tenía entonces 52 años de edad. Una fecha más plausible está en torno a 1190.
Gertrudis sucedió a su padre como condesa a su muerte en 1212, en cuya época ya se había casado con Teobaldo, quien pronto sería duque de Lorena (1213), de acuerdo con la Vitæ Odiliæ. Su compromiso data de septiembre de 1205, posiblemente cuando ella era niña. Al casarse su esposo asumió la administración de su herencia, pero murió a principios de 1220 sin descendencia con ella. En mayo de 1220 se casó con Teobaldo IV de Champaña, quien era sólo un adolescente, contra los deseos del emperador Federico II. En 1222 Teobaldo la repudió bien por consanguinidad (siguiendo a Alberico de Trois-Fontaines) o esterilidad (según Richer de Senones). En 1224 se casó por tercera vez, con Simón III, conde de Leiningen, pero murió al año siguiente. Fue enterrada en la abadía de Sturzelbronn. Su esposo heredó su condado.
Gertrudis es probablemente la duquesa de Lorena que compuso dos poemas líricos en francés antiguo. Uno, Un petit devant le jour, se encuentra en diversas fuentes, algunas con notación musical acompañándolo. El otro sólo se encuentra en un manuscrito, CH-BEsu MS 389, junto con Un petit devant. Llevan la numeración R1640 y R1995.